# Коломийцево (Криворожский городской совет)
Коломийцево (укр. Коломійцеве) — посёлок, Криворожский городской совет, Днепропетровская область, Украина.
Код КОАТУУ — 1211090005. Население по переписи 2001 года составляло 73 человека .

## Географическое положение
Посёлок Коломийцево находится на левом берегу реки Саксагань, выше по течению на расстоянии в 0,5 км расположен посёлок Горняцкое, ниже по течению на расстоянии в 1 км расположено село Терноватый Кут, на противоположном берегу — город Кривой Рог. Рядом проходит автомобильная дорога Т-0434.